# William MacMillan (hockey sur glace)
Pour les articles homonymes, voir MacMillan.
William MacMillan, dit Bill MacMillan (né le 7 mars 1943 à Charlottetown sur l'Île-du-Prince-Édouard et mort dans la même ville le 14 juillet 2023), est un joueur professionnel et entraîneur de hockey sur glace de la Ligue nationale de hockey. Bill est le frère du joueur de hockey de la LNH Robert MacMillan (en).

## Carrière
Il commence sa carrière de joueur dans l'Association de hockey de l'Ontario - aujourd'hui Ligue de hockey de l'Ontario - en 1961-1962 en jouant pour les St. Michael's Majors de Toronto.
En 1970-1971, il rejoint la Ligue nationale de hockey et les Maple Leafs de Toronto après avoir joué dans la Ligue centrale de hockey ou encore l'équipe Canada. Par la suite, il porte les couleurs des Flames d'Atlanta puis des Islanders de New York avant de finir sa carrière dans la Ligue centrale de hockey avec les Texans de Fort Worth à la suite de la 1976-1977.
Au cours de la saison 1977-1978, il occupe le poste double d'entraîneur et de joueur. L'année d'après il raccroche ses patins et ne garde que son rôle d'entraîneur qui l'emmène une fois de plus vers la LNH et les Islanders en 1979-1980. Cette année-là, il gagne la Coupe Stanley en tant qu'assistant de l'entraîneur de l'équipe.
Pour la saison 1980-1981, il devient l'entraîneur des Rockies du Colorado puis les suit lors de leur déménagement dans le New Jersey. Il est le premier entraîneur des Devils du New Jersey dans la LNH en 1982.
Il reste en place une saison avant d'être remplacé par Tom McVie.

## Décès
William MacMillan s'éteint le 14 juillet 2023 à l'Hôpital Queen Elizabeth de Charlottetown à l'âge de 80 ans,.

## Statistiques
| Saison     | Équipe                         | Ligue      |                            | Saison régulière           | Saison régulière           | Saison régulière           | Saison régulière           | Saison régulière           |                            | Séries éliminatoires       | Séries éliminatoires       | Séries éliminatoires       | Séries éliminatoires | Séries éliminatoires |
| Saison     | Équipe                         | Ligue      | PJ                         | B                          | A                          | Pts                        | Pun                        | PJ                         | B                          | A                          | Pts                        | Pun                        |                      |                      |
| 1961-1962  | St. Michael's de Toronto       | AHO        | 32                         | 14                         | 15                         | 29                         | 0                          | -                          | -                          | -                          | -                          | -                          |                      |                      |
| 1962-1963  | Wolves de Sudbury              | EPHL       | 1                          | 0                          | 0                          | 0                          | 0                          | -                          | -                          | -                          | -                          | -                          |                      |                      |
| 1962-1963  | Neil McNeil Maroons de Toronto | OHA        | 32                         | 25                         | 12                         | 37                         | 11                         | 10                         | 9                          | 11                         | 20                         | 9                          |                      |                      |
| 1966-1967  | Équipe du Canada               | Intl       | Statistiques indisponibles | Statistiques indisponibles | Statistiques indisponibles | Statistiques indisponibles | Statistiques indisponibles | Statistiques indisponibles | Statistiques indisponibles | Statistiques indisponibles | Statistiques indisponibles | Statistiques indisponibles |                      |                      |
| 1967-1968  | Équipe du Canada               | WCSHL      | Statistiques indisponibles | Statistiques indisponibles | Statistiques indisponibles | Statistiques indisponibles | Statistiques indisponibles | Statistiques indisponibles | Statistiques indisponibles | Statistiques indisponibles | Statistiques indisponibles | Statistiques indisponibles |                      |                      |
| 1968-1969  | Équipe du Canada               | Intl       | Statistiques indisponibles | Statistiques indisponibles | Statistiques indisponibles | Statistiques indisponibles | Statistiques indisponibles | Statistiques indisponibles | Statistiques indisponibles | Statistiques indisponibles | Statistiques indisponibles | Statistiques indisponibles |                      |                      |
| 1969-1970  | Oilers de Tulsa                | LCH        | 3                          | 1                          | 6                          | 7                          | 0                          | -                          | -                          | -                          | -                          | -                          |                      |                      |
| 1969-1970  | Équipe du Canada               | Intl       | Statistiques indisponibles | Statistiques indisponibles | Statistiques indisponibles | Statistiques indisponibles | Statistiques indisponibles | Statistiques indisponibles | Statistiques indisponibles | Statistiques indisponibles | Statistiques indisponibles | Statistiques indisponibles |                      |                      |
| 1970-1971  | Maple Leafs de Toronto         | LNH        | 76                         | 22                         | 19                         | 41                         | 42                         | 6                          | 0                          | 3                          | 3                          | 2                          |                      |                      |
| 1971-1972  | Maple Leafs de Toronto         | LNH        | 61                         | 10                         | 7                          | 17                         | 39                         | 5                          | 0                          | 0                          | 0                          | 0                          |                      |                      |
| 1972-1973  | Flames d'Atlanta               | LNH        | 78                         | 10                         | 15                         | 25                         | 52                         | -                          | -                          | -                          | -                          | -                          |                      |                      |
| 1973-1974  | Islanders de New York          | LNH        | 55                         | 4                          | 9                          | 13                         | 16                         | -                          | -                          | -                          | -                          | -                          |                      |                      |
| 1974-1975  | Islanders de New York          | LNH        | 69                         | 13                         | 12                         | 25                         | 12                         | 17                         | 0                          | 1                          | 1                          | 23                         |                      |                      |
| 1975-1976  | Islanders de New York          | LNH        | 64                         | 9                          | 7                          | 16                         | 10                         | 13                         | 4                          | 2                          | 6                          | 8                          |                      |                      |
| 1976-1977  | Islanders de New York          | LNH        | 43                         | 6                          | 8                          | 14                         | 13                         | 12                         | 2                          | 0                          | 2                          | 7                          |                      |                      |
| 1976-1977  | Texans de Fort Worth           | LCH        | 12                         | 1                          | 7                          | 8                          | 2                          | -                          | -                          | -                          | -                          | -                          |                      |                      |
| 1976-1977  | Reds de Rhode Island           | LAH        | 2                          | 1                          | 1                          | 2                          | 4                          | -                          | -                          | -                          | -                          | -                          |                      |                      |
| 1977-1978  | Texans de Fort Worth           | LCH        | 59                         | 5                          | 13                         | 18                         | 26                         | 14                         | 2                          | 2                          | 4                          | 2                          |                      |                      |
| Totaux LNH | Totaux LNH                     | Totaux LNH | 446                        | 74                         | 77                         | 151                        | 184                        | 53                         | 6                          | 6                          | 12                         | 40                         |                      |                      |